# Recanto Verde (Coronel Fabriciano)
Recanto Verde é um bairro do município brasileiro de Coronel Fabriciano, no interior do estado de Minas Gerais. Localiza-se no distrito Senador Melo Viana, estando situado no Setor 4. Segundo o censo demográfico de 2022, realizado pelo Instituto Brasileiro de Geografia e Estatística (IBGE), sua população era de 2 190 habitantes e havia 810 domicílios particulares permanentes ocupados.
De acordo com o IBGE, em 2010 a população era de 2 213 habitantes e havia 716 domicílios particulares.
A área onde está situado o atual bairro foi ocupada originalmente pela chamada Fazenda São Domingos, que foi adquirida posteriormente por Nicanor Ataíde, na década de 1940, então por José Felisberto, depois por Lafaiete Lopes e finalmente pela Arquidiocese de Mariana, por intermédio do pároco local, padre Rocha. Após o adoecimento do religioso, a propriedade foi comprada e loteada pela ENR Ltda, dando origem aos bairros São Domingos e Recanto Verde. Seu nome reverencia a localização geográfica, em meio a um recanto arborizado.